# Vena anterior del septum pellucidum
La vena anterior septi pellucidi (TA: vena septi pellucidi anterior) es una vena del encéfalo que procede de la parte anterior del septum pellucidum y desemboca en la vena talamoestriada superior.